# 树贵湖
树贵湖是一个位于中国内蒙古自治区阿拉善盟的时令湖，面积约为7.27平方千米，属于蒙新高原区。它的一级流域为内流区诸河，二级流域为河西走廊-阿拉善河。